# Tysklands förenade lag i olympiska sommarspelen 1964
Tyskland deltog i olympiska sommarspelen 1964 i Tokyo med 337 deltagare i 19 sporter. Totalt vann de tio guldmedaljer, tjugotvå silvermedaljer och arton bronsmedaljer.

## Medaljer

### Guld
- Ernst Streng, Lothar Claesges, Karlheinz Henrichs och Karl Link - Cykling, lagförföljelse.
- Willi Holdorf - Friidrott, tiokamp.
- Karin Balzer - Friidrott, 80 meter häck.
- Jürgen Eschert - Kanotsport, C-1 1000 meter.
- Roswitha Esser och Annemarie Zimmermann - Kanotsport, K-2 500 meter.
- Harry Boldt, Josef Neckermann och Reiner Klimke - Ridsport, dressyr.
- Hermann Schridde, Kurt Jarasinski och Hans Günter Winkler - Ridsport, hoppning.
- Peter Neusel, Bernhard Britting, Joachim Werner, Egbert Hirschfelder och Jürgen Oelke - Rodd, fyra med styrman.
- Wilhelm Kuhweide - Segling, finnjolle.
- Ingrid Krämer - Simhopp, svikt.